# Barbara Legrand
Barbara Legrand (* 4. Juni 1983) ist eine ehemalige deutsche Fußballtorhüterin.

## Karriere
Legrand begann ihre Karriere beim Bundesligisten 1. FFC Frankfurt, für den sie bis 2004 zu elf Erstligaeinsätzen kam, zum Teil auch als Feldspielerin, und mit dem sie 2001 und 2002 die deutsche Meisterschaft gewann. Die Spielzeiten 2004/05 und 2005/06 verbrachte sie daraufhin bei den Erstligisten SC 07 Bad Neuenahr und FFC Brauweiler Pulheim. Im Sommer 2006 kehrte Legrand nach Frankfurt zurück und lief zwei Jahre lang für die zweite Mannschaft des 1. FFC in der 2. Bundesliga auf. Nach einer Saison beim unterklassigen VfR 07 Limburg kehrte sie im Sommer 2009 mit ihrem Wechsel zum 1. FC Saarbrücken in die Bundesliga zurück, beendete jedoch ein Jahr später ihre Fußballkarriere.

## Erfolge
- 2000/01, 2001/02: Gewinn der deutschen Meisterschaft (1. FFC Frankfurt)